# بارومومايسين
بارومومايسين (Paromomycin) هو مضاد حيوي ينتمي إلى عائلة الأمينوجليكوزيدات. ولأول مرة عزل من  السبحية krestomuceticus  في 1950s. من المضادات القاتلة للبكتيريا حيث يثبط إنتاج البكتيريا للبروتين، مما يسبب موت الخلية البكتيرية. يستخدم في علاج: داء الأميبات المعوي (Intestinal Amebiasis) الذي تسببه المتحولات الحالة للنسج (Entamoeba Histolytica)،

## الاستخدام الطبي
يُستخدم لعلاج العدوى بالأميبا المعوية الحادة والمزمنة، داء الأميبات، وغيرها من الأمراض مثل داء الليشمانيات الجلدي. وكعلاج مساعد في حالة الغيبوبة الكبدية (hepatic coma). فاعليته المضادة للجراثيم مشابهة للنيوميسين.
يُعطى الدواء عن طريق الفم. يتواجد أيضًا على شكل مرهم بالإضافة إلى دواء آخر يشترك في التركيبة الدوائية للمستحضر.

## آلية العمل
يعمل على تثبيط اصطناع البروتين في الجدار الخلوي. يشابه عمل نيومايسين

## الجرعة
- العدوى بالأميبا المعوية: 25-35 ملغ/كغم/يوم فمويا (مقسمة إلى 3 جرعات يومية تُعطى مع وجبات الطعام), لمدة 5-10 أيام.
- علاج مساعد في حالة الغيبوبة الكبدية: 4 غرام فمويا يوميا مقسمة إلى جرعات، لمدة 5-6 أيام.

يجب اخبار الطبيب في هذة الحالات امراض المعدة أو الأمعاء، انسداد في الأمعاء، رد فعل تحسسي لأدوية أو أغذية معينة، حمل أو التخطيط للحمل، رضاعة، تناول ادوية أخرى.

## الحمل والرضاعة
- الحمل: يجب الموازنة بين المخاطر المحتملة والفوائد المحتملة.
- الرضاعة: لا يمكن استبعاد الخطورة على الرضيع.

## الأعراض الجانبية
- غثيان
- اسهال
- تشنج البطن

## التخزين
بين 15-30 درجة مئوية، في مكان جاف.